# Nabagrām
Nabagrām är en ort i Indien.   Den ligger i distriktet South 24 Paraganas och delstaten Västbengalen, i den östra delen av landet, 1 300 km sydost om huvudstaden New Delhi. Nabagrām ligger 10 meter över havet och antalet invånare är 34 728.
Terrängen runt Nabagrām är mycket platt. Runt Nabagrām är det mycket tätbefolkat, med 1 411 invånare per kvadratkilometer. Närmaste större samhälle är Bārāsat, 9,2 km sydväst om Nabagrām. Trakten runt Nabagrām består till största delen av jordbruksmark.